# Otto Felsing
Otto Felsing (1831-1878), est un artisan d'art, graveur sur cuivre à l'eau-forte et imprimeur d'estampes hessois. Appartenant à une dynastie de graveurs-imprimeurs chalcographes, son activité berlinoise, très réputée, a été poursuivie par son épouse puis son fils.

## Biographie
Né Carl Jakob Otto Felsing, il est le fils du graveur sur métal Johann Heinrich Felsing (1800-1875), lui-même fils d'un important graveur, Johann Conrad Felsing (1766-1819), originaire de Giessen. L'oncle d'Otto, Jakob Felsing (1802-1883), est également graveur et imprimeur. Otto apprend d'abord le métier de serrurier au sein d'une confrérie de ferronniers d'art, puis s'initie au travail de la gravure sur cuivre et de la chalcographie dans l'atelier de son père, installé à Darmstadt.
De 1852 à 1857, Felsing poursuit ses études à Londres puis revient travailler dans l'imprimerie de son père. En 1870, il succède à celui-ci, qui prend sa retraite.
Avec son frère et son épouse, il dirige sa propre entreprise d'impression et de gravure sur métal à Munich.
En 1875, il abandonne l'imprimerie de Darmstadt et fonde la société Hof-Kupferdruckerei und Nationaler Verlag Otto Felsing à Berlin-Charlottenbourg, qui prospère en produisant de la gravure de reproduction, tout en se consacrant à des travaux originaux, ouverts aux nouvelles tendances modernistes. Otto meurt trois ans plus tard, l'entreprise est reprise par son épouse, Emilie Felsing (1840-189?), née Hüter.
Vers 1889, leur fils aîné, Wilhelm Felsing, né en juin 1868 à Darmstadt reprend seul l'imprimerie berlinoise et élargit sa production à toutes les méthodes d'impression de gravure, y compris l'héliogravure et les procédés de reproduction photomécaniques, travaux qui restent cependant dans un premier temps secondaires. Il meurt en 1897. Un grande partie des gravures publiées dans la revue Pan provient des ateliers Felsing.
L'entreprise, sous le nom Otto-Felsing-Druckerei, déménage à Berlin-Charlottenbourg, et poursuite ses activités jusqu'en 1940. En 1943, un bombardement détruisit l'entrepôt berlinois où étaient stockées les plaques gravées d'importants artistes.

## Clientèle
Dès la fin des années 1870, à Berlin, de nombreux artistes réputés éditent leurs œuvres gravées chez Felsing, notamment Lovis Corinth, Otto Greiner, Max Klinger, Käthe Kollwitz, Max Liebermann, Edvard Munch, Ernst Oppler, Max Slevogt et Heinrich Zille.